# Los Altares
Los Altares es una localidad de la provincia patagónica argentina de Chubut.
Se encuentra en el centro de la provincia, camino de Trelew a Esquel, y por lo tanto casi a mitad de camino entre la Cordillera de los Andes y el Océano Atlántico, en plena Patagonia. 
Existen muy pocas poblaciones a la vera de esta ruta, por lo que Los Altares es un punto de parada importante para quienes la atraviesan ya posee una estación de servicio YPF que oficia también como sede del Automóvil Club Argentino obligatoria para los viajantes.
El paisaje está marcado por las imponentes mesetas del Valle de Los Altares y el cauce del Río Chubut.
Anteriormente se denominó "La Herrería", por un pequeño taller donde los troperos hacían la remuda de las herraduras a las mulas. La Herrería, en realidad era la actual localidad de Paso de Indios.

## Toponimia
Lleva su nombre debido a las formaciones rocosas que se encuentran a su alrededor. Altos acantilados, cañadones y formaciones geológicas muy antiguas. Fue lugar obligado de huida para los pueblos originarios, cuando venían exterminándolos el ejército expedicionario.

## Ubicación
Casi en el centro de la provincia de Chubut, en una región semidesértica embellecida por las geoformas y los tonos de las montañas, a 287 km de Trelew y 323 km de Esquel, sobre la Ruta Nacional 25, que une Las Plumas y Paso de Indios a la vera del río Chubut entre los encajonados valles de "Los Mártires", "de Las Ruinas" y "de Los Altares", exactamente en este último se encuentra la localidad.

## Características
Es una pequeña comuna rural en la que viven aproximadamente unas 200 personas. Se conserva arte rupestre de los cazadores nómadas tehuelches.
Se pueden comprar artesanías y visitar los Valles de las Ruinas y de Paso de Indios. Hay unos 80 km de murallones de piedra que se observan desde el valle y llegan a elevarse hasta los 70 m. Enormes altares, que dan nombre al pueblo, se pueden ver si uno camina por las calles del mismo.
El relieve es típico de la zona central de la meseta patagónica extrandina), y responde a un ascenso general sufrido por toda la región respecto del nivel del mar. Está formada por mesetas terrazas escalonadas, cañadones y valles que disminuyen altura hacia el mar. El río Chubut es el gran colector de la zona. Por encima de las mesetas se elevan algunas sierras aisladas, que en general se denominan sierras de los Patagónides. 
Cerca de allí, se encuentra un yacimiento de arte rupestre patagónico, que se halla bajo custodia de la Dirección Provincial de Cultura. Se aprecia una pintura indígena de 93 cm por 53 cm del siglo X, compuesto por pigmentos minerales amalgamados con materia orgánica.
Los descendientes de los originarios tehuelches son artesanos, que habitan en el lugar. Realizan puntas de flecha de piedra a pedido del visitante, eligiendo los colores de las piedras.

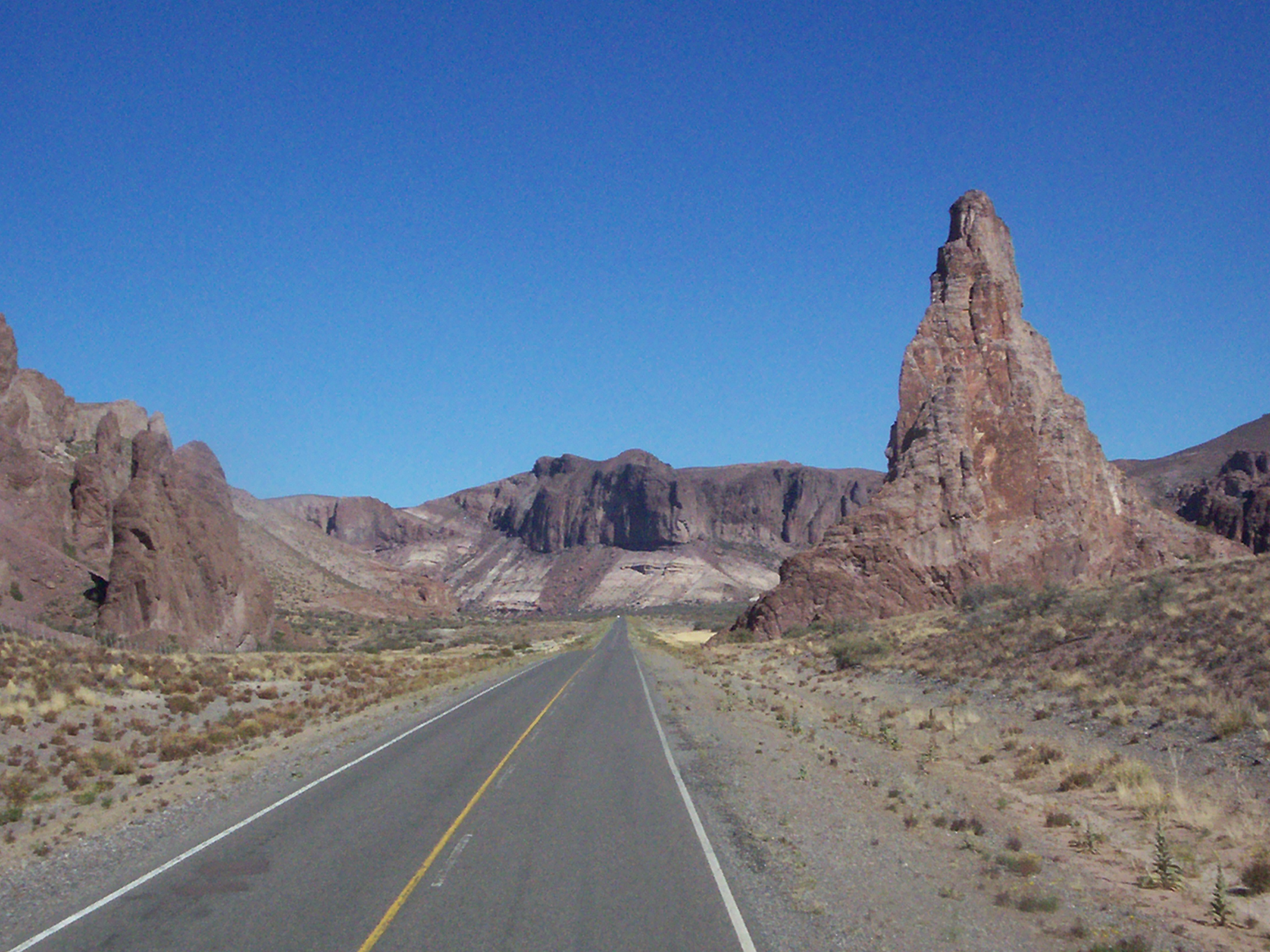
Valle de los Altares, desde la Ruta Nacional 25.

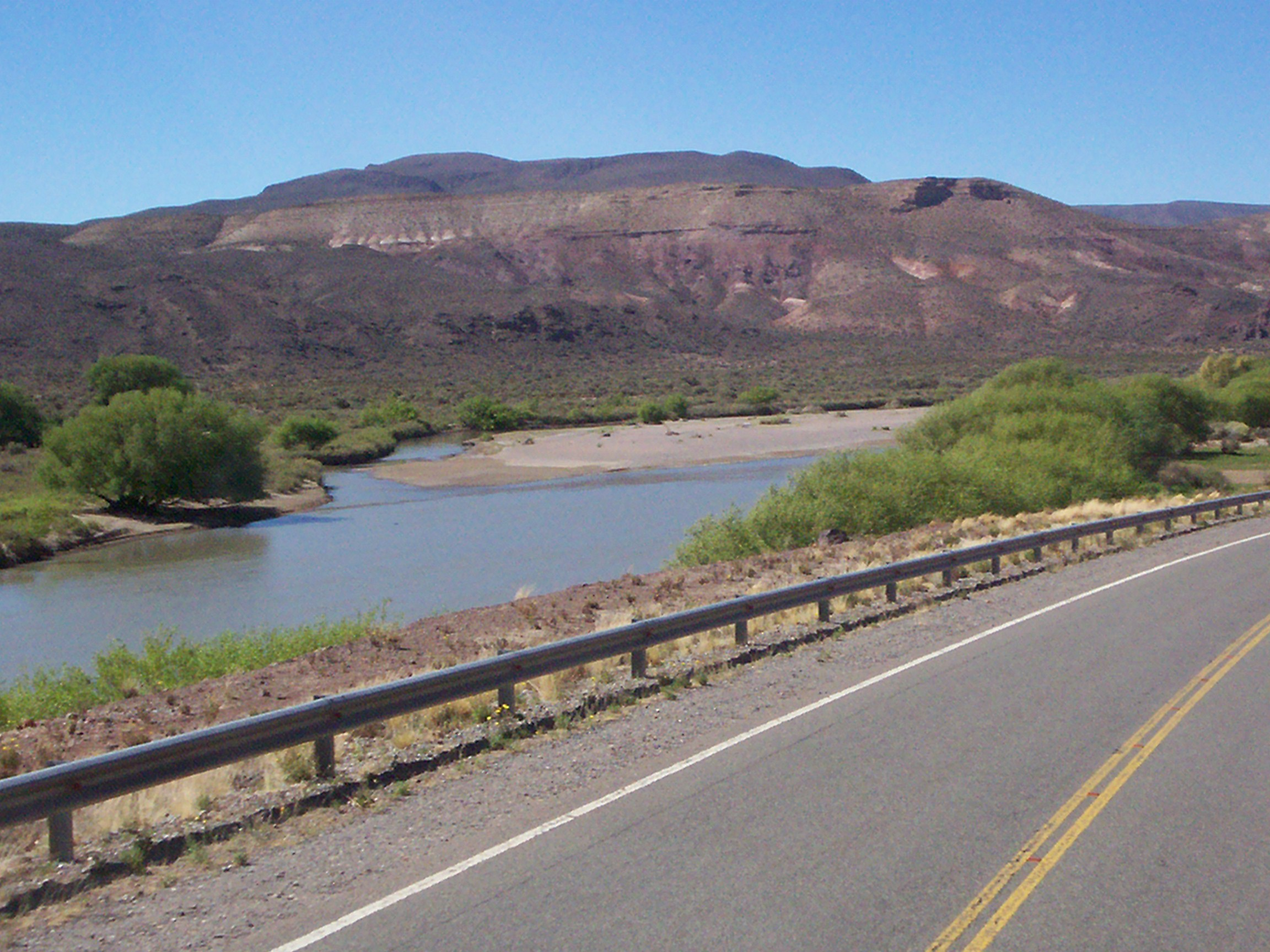
Valle de los Altares y río Chubut.

## Clima
| Parámetros climáticos promedio de Los Altares, Chubut (1993–2013) | Parámetros climáticos promedio de Los Altares, Chubut (1993–2013) | Parámetros climáticos promedio de Los Altares, Chubut (1993–2013) | Parámetros climáticos promedio de Los Altares, Chubut (1993–2013) | Parámetros climáticos promedio de Los Altares, Chubut (1993–2013) | Parámetros climáticos promedio de Los Altares, Chubut (1993–2013) | Parámetros climáticos promedio de Los Altares, Chubut (1993–2013) | Parámetros climáticos promedio de Los Altares, Chubut (1993–2013) | Parámetros climáticos promedio de Los Altares, Chubut (1993–2013) | Parámetros climáticos promedio de Los Altares, Chubut (1993–2013) | Parámetros climáticos promedio de Los Altares, Chubut (1993–2013) | Parámetros climáticos promedio de Los Altares, Chubut (1993–2013) | Parámetros climáticos promedio de Los Altares, Chubut (1993–2013) | Parámetros climáticos promedio de Los Altares, Chubut (1993–2013) |
| Mes                                                               | Ene.                                                              | Feb.                                                              | Mar.                                                              | Abr.                                                              | May.                                                              | Jun.                                                              | Jul.                                                              | Ago.                                                              | Sep.                                                              | Oct.                                                              | Nov.                                                              | Dic.                                                              | Anual                                                             |
| ----------------------------------------------------------------- | ----------------------------------------------------------------- | ----------------------------------------------------------------- | ----------------------------------------------------------------- | ----------------------------------------------------------------- | ----------------------------------------------------------------- | ----------------------------------------------------------------- | ----------------------------------------------------------------- | ----------------------------------------------------------------- | ----------------------------------------------------------------- | ----------------------------------------------------------------- | ----------------------------------------------------------------- | ----------------------------------------------------------------- | ----------------------------------------------------------------- |
| Temp. máx. abs. (°C)                                              | 39.8                                                              | 41.0                                                              | 39.0                                                              | 32.6                                                              | 26.2                                                              | 21.8                                                              | 23.0                                                              | 25.0                                                              | 29.0                                                              | 34.0                                                              | 38.4                                                              | 42.0                                                              | 42.0                                                              |
| Temp. media (°C)                                                  | 21.9                                                              | 20.7                                                              | 17.4                                                              | 12.8                                                              | 8.4                                                               | 5.3                                                               | 4.6                                                               | 7.0                                                               | 10.5                                                              | 14.5                                                              | 17.8                                                              | 20.8                                                              | 13.5                                                              |
| Temp. mín. abs. (°C)                                              | 2.8                                                               | 2.0                                                               | 1.0                                                               | -4.8                                                              | -11.0                                                             | -17.0                                                             | -20.0                                                             | -11.6                                                             | -5.2                                                              | -2.6                                                              | -2.4                                                              | 1.2                                                               | -20.0                                                             |
| Precipitación total (mm)                                          | 6.1                                                               | 11.5                                                              | 12.5                                                              | 16.2                                                              | 27.5                                                              | 20.6                                                              | 14.4                                                              | 16.6                                                              | 15.6                                                              | 15.9                                                              | 4.8                                                               | 5.9                                                               | 167.6                                                             |
| Fuente: Ministerio del Interior, Obras Públicas y Vivienda        |                                                                   |                                                                   |                                                                   |                                                                   |                                                                   |                                                                   |                                                                   |                                                                   |                                                                   |                                                                   |                                                                   |                                                                   |                                                                   |

## Población
Contó con 230 habitantes (Indec, 2010), lo que representó un incremento del 87% frente a los 123 habitantes (Indec, 2001) del censo anterior. La población se compuso de 149 varones y 81 mujeres, lo que arrojó un índice de masculinidad del 183.95%. En tanto, las viviendas pasaron a ser 146. 
Tras el censo de 2022 se conoció una caída en el crecimiento sostenido de la localidad con 202 habitantes y unas 120 viviendas.
| Gráfica de evolución demográfica de Los Altares entre 1991 y 2022 |
|                                                                   |
| Fuente: Censos nacionales del INDEC                               |